# 林仁洙
林 仁洙（イム・インス、朝鮮語: 임인수、1919年 - 1967年7月31日）は、大韓民国の児童文学作家、詩人。
日本統治時代の京畿道の金浦に生まれ、朝鮮神学校卒業。1944年に『春の風』を発表して文壇に登場し、そのほか童話を発表している。童話では『目が大きい子』や詩集『主のそばで』などの作品がある。49歳で死去した。